# Attentato di Karnei Shomron
L'attentato di Karnei Shomron fu un attentato suicida avvenuto il 16 febbraio 2002 nell'insediamento israeliano in Cisgiordania di Karnei Shomron. Tre adolescenti furono uccisi nell'attacco.
Il Fronte Popolare per la Liberazione della Palestina, organizzazione comunista palestinese considerata terroristica da alcuni Stati, rivendicò l'attacco.

## L'attacco
Sabato notte, 16 febbraio 2002, un attentatore suicida palestinese, che indossava un ordigno esplosivo da 25 libbre con chiodi fissato al corpo, si avvicinò al centro commerciale affollato nell'insediamento di Karnei Shomron, situato in Cisgiordania.
Il militante fece esplodere la bomba all'ingresso di una pizzeria verso le 19:45. L'esplosione uccise tre adolescenti (una ragazza di 15 anni, una ragazza di 16 anni e un ragazzo di 15 anni) e ferì 27 persone, 6 delle quali gravemente. Due degli adolescenti furono uccisi sul colpo, mentre l'altro morì per le ferite riportate il 27 febbraio.

### Vittime[3]
- Rachel Thaler, 16 anni, di Ginot Shomron;
- Keren Shatsky, 15 anni, di Ginot Shomron;
- Nehemia 'Amar, 15 anni, di Karnei Shomron.

## I responsabili
I funzionari del Fronte Popolare per la Liberazione della Palestina rivendicarono la responsabilità per l'attacco e affermarono che l'attentatore era Sadek Abdel Hafeth, un palestinese di 18 anni della vicina città di Qalqilya.